# Гримм, Давид Давидович
Давид Давидович Гримм (нем. David Johann Friedrich Grimm; 11 [23] января 1864, Санкт-Петербург — 29 июля 1941, Рига) — русский юрист, доктор римского права, профессор, ректор Санкт-Петербургского университета (1910—1911).
Сын архитектора Д. И. Гримма, брат историка Э. Д. Гримма.

## Биография
Родился в Санкт-Петербурге 11 (23) января 1864 года.
В 1881 году окончил гимназию Карла Мая, поступил в университет. По окончании в 1885 году юридического факультета Императорского Санкт-Петербургского университета со степенью кандидата с 7 января 1886 года служил в канцелярии IV департамента Сената. Затем был командирован за границу в Берлин, где в течение двух лет изучал римское право под руководством Г. Дернбурга, Экка и Перниса.
В сентябре 1889 года был принят на должность приват-доцента Дерптского университета. В 1893 году защитил магистерскую диссертацию: «Очерки по учению об обогащении» и с 1894 года стал читать римское право в Петербургском университете; с 1899 года — экстраординарный, с 1901 года — ординарный профессор. Также, в 1891—1905 годах был преподавателем и профессором Училища правоведения, в 1904 году назначен инспектором классов училища; с 1895 по 1906 год он преподавал энциклопедию и историю философии права в Александровской военно-юридической академии. В 1900 году защитил диссертацию на степень доктора римского права: «Основы учения о юридической сделке». В 1906—1916 годах был профессором римского права на Бестужевских курсах.
В 1906 году Гримм был избран деканом юридического факультета Санкт-петербургского университета, а 1 марта 1910 года занял должность ректора Петербургского университета, которую оставил уже в 1911 году (на этом посту его заместил брат проф. Э. Д. Гримм), а 3 августа 1913 года он был отстранен Министерством народного просвещения также от должности профессора под предлогом перевода в Харьковский университет, куда он ехать отказался.

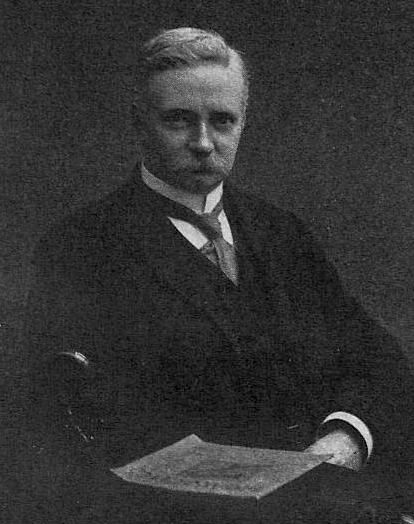
Д. Д. Гримм

С 1905 года — член кадетской партии. С 1907 года — член Государственного совета по выборам от Академии Наук и российских университетов. С 1 января 1910 года — действительный статский советник.
После Февральской революции 16 марта 1917 года был назначен комиссаром Временного правительства над Государственной Канцелярией и Канцелярией по принятию прошений.
В сентябре 1919 года был арестован, но через несколько дней освобождён под поручительство. В феврале 1920 года с помощью друзей пересёк границу с Финляндией. Поселившись в Хельсинки, он стал деятельным участником антибольшевистского движения, активно контактировал с петроградским подпольем, например с Таганцевской организацией. Он принимал участие в работе Национального центра, руководил газетой "Новая русская жизнь". С конца 1920 года Гримм состоял представителем Главнокомандующего Русской армией генерала барона П. Н. Врангеля и парижского Совета послов. Позже вошёл в состав Русского национального комитета (1921—1940) с центром в Париже.
В 1922 году «Новая русская жизнь» из-за нехватки средств прекратила своё существование. Недавний крах Кронштадтского восстания и разгром антибольшевистского подполья в Петрограде не внушал оптимизма. Гримм понял, что его дальнейшее пребывание в Финляндии теряло всякий смысл, и он решил вернуться к профессорской деятельности.
По некоторым сведениям он уехал сначала в Париж, а затем в Берлин. В том же 1922 году Гримм переехал в Чехословакию, где был профессором гражданского права (1922—1927) и деканом (1924—1927) Русского юридического факультета в Праге.
С 12 августа 1927 года — профессор римского права Тартуского университета, в котором работал до выхода на пенсию в 1934 году.
Д. Д. Гримм оставался в Эстонии до 1939 года включительно, хотя в конце 30-х годов много времени проводил в Риге, куда в 1940 году окончательно перебрался к сыну Ивану. Скончался 29 июля 1941 года в Риге и был похоронен на Покровском кладбище.

### Статьи
- К вопросу о природе владения по римскому праву // Журнал Санкт-Петербургского Юридического Общества. — 1894. — № 8.
- К вопросу о понятии и источнике обязательности юридических норм // Журнал Министерства Юстиции (ЖМЮ). — 1896. — № 6.
- Юридическое отношение и субъективное право // ЖМЮ. — 1897. — № 4 и 5.
- К вопросу о субъектах права // Вестник Права. — 1904. — № 9 и 10
- К вопросу об объектах права // Вестник Права. — 1905. — № 7 и 8
- К вопросу о связи институтов гражданского права с хозяйственным бытом народа // ЖМЮ. — 1907. — № 8
- Университетская реформа // Право. — 1906. — № 9—11.
- К вопросу о преемственности законодательных работ // Право. — 1912. — № 49 и 50
- Видимая законность и скрытое усмотрение С.-Петербургского университета с министерством народного просвещения Архивная копия от 14 июня 2018 на Wayback Machine — Санкт-Петербург: Вестник Европы, 1913. — С. 271-288.

## Семья
Был женат с 17 мая 1893 года на Вере Ивановне Дитятиной (1858—1930), урождённой Гольденберг, вдове ординарного профессора Дерптского университета Ивана Ивановича Дитятина (1847—1892). Дети:
- Иван (1891—1971), усыновлён — юрист, церковный и общественный деятель, белоэмигрант. Его супруги — Мария Владимировна Карамзина (1900—1942) и Наталья Васильевна Маслова (1898—1943).
- Константин (1896–1919) — историк по профессии; поручик 1-го Сводно-гвардейского полка Добровольческой армии, погиб в боях под Полтавой.